# جامعة ولاية لويزيانا مدرسة الطب في نيوأورلينز
جامعة ولاية لويزيانا مدرسة الطب في نيوأورلينز (بالإنجليزية: Louisiana State University School of Medicine in New Orleans)‏ هي إحدى الكليات لتدريس الطب في الولايات المتحدة الأمريكية. تقع في مدينة نيوأورلينز في ولاية لويزيانا الأمريكية. نوع الشهادة الطبية التي يتم تحصيلها هناك هي دكتور في الطب.